# Dare You
«Dare You» es una canción realizada por el DJ y productor holandés Hardwell con la colaboración del cantante estadounidense Matthew Koma. Fue lanzado como sencillo el 15 de noviembre de 2013 y relanzado en el Reino Unido, el 3 de enero de 2014 por Revealed Recordings. Logró ingresar en el top 20 de las listas de sencillos del Reino Unido y Bélgica.

## Video musical
El video musical fue dirigido por Alex Herron y producido por Sarah Park de BLVD Industries. Muestra a un grupo de adolescentes en una gran ciudad reunidos por la música de Hardwell. Se los ve haciendo cosas cotidianas como vestirse, ir en bicicleta, arreglando sus coches, y comiendo Takis en un monopatín. El director de fotografía Pat Scola juega constantemente con los imágenes de los rayos del sol, que sirve como una señal de conexión de estas personas que se encuentran dispersos por toda la ciudad. Cada uno lleva consigo una llave con el logo de Hardwell, la cual usan para entrar a un edificio que les lleva a un ascensor, para asistir directamente a un concierto de Hardwell.

## Lista de canciones
| Descarga digital – sencillo |                                                     |          |  |
| N.º                         | Título                                              | Duración |  |
| 1.                          | «Dare You (feat. Matthew Koma)» (Radio Edit)        | 3:38     |  |
| 2.                          | «Dare You (feat. Matthew Koma)» (Versión extendida) | 5:27     |  |

| Descarga digital – Remix Bundle 1 |                                       |          |  |
| N.º                               | Título                                | Duración |  |
| 1.                                | «Dare You» (Tiësto vs. Twoloud Remix) | 5:24     |  |
| 2.                                | «Dare You» (Cash Cash Remix)          | 6:09     |  |
| 3.                                | «Dare You» (Tritonal Remix)           | 6:14     |  |
| 4.                                | «Dare You» (Andrew Rayel Remix)       | 6:56     |  |

## Posicionamiento en listas
| Lista (2013–14)                             | Mejor posición |
| ------------------------------------------- | -------------- |
| Bélgica (Flandes) (Ultratop 50)             | 13             |
| Bélgica (Valonia) (Ultratip Bubbling Under) | 15             |
| Escocia (Scottish Singles Top 40)           | 5              |
| Estados Unidos (Dance/Electronic Songs)     | 27             |
| Irlanda (IRMA)                              | 57             |
| Países Bajos (Dutch Top 40)                 | 31             |
| Reino Unido (UK Singles Chart)              | 18             |
| Reino Unido (UK Dance Chart)                | 6              |